# MASH (film)
 For alternative betydninger, se MASH. (Se også artikler, som begynder med MASH)
MASH er en satirisk spillefilm fra 1970 instrueret af Robert Altman. Den er baseret på Richard Hookers roman MASH: A Novel About Three Army Doctors fra 1968. Filmen vandt Den Gyldne Palme i Cannes.
Filmen foregår tæt på fronten i Korea under Koreakrigen, hvor vi følger lægernes og sygeplejerskernes arbejde på et felthospital. De klarer sig gennem dagligdagen med en god portion sort humor.
Filmen blev efterfulgt af tv-serien M*A*S*H.

## Medvirkende
- Donald Sutherland som kaptajn Benjamin Franklin 'Hawkeye' Pierce
- Elliott Gould som kaptajn John Francis Xavier 'Trapper John' McIntyre
- Tom Skerritt som kaptajn Augustus Bedford 'Duke' Forrest
- Sally Kellerman som major Margaret 'Hot Lips' O'Houlihan
- Robert Duvall som major Frank Burns
- Roger Bowen som oberstløjtnant Henry Barymore Adlai Blake
- Rene Auberjonois som Fader Mulcahy
- Gary Burghoff som korporal Walter "Radar" O'Reilly

## Priser
Filmen vandt Den Gyldne Palme i Cannes i 1970. Den vandt en Golden Globe, var nomineret til fem Oscars i 1971 og vandt for bedste filmatisering.